# Thomas R. Marshall
Pour les articles homonymes, voir Marshall.
Thomas Riley Marshall, né le 14 mars 1854 à North Manchester (Indiana) et mort le 1er juin 1925 à Washington D.C., est un homme politique américain. Membre du Parti démocrate, il est gouverneur de l'Indiana entre 1909 et 1913 puis vice-président des États-Unis entre 1913 et 1921 dans l'administration du président Woodrow Wilson.

## Biographie
Thomas R. Marshall est né dans l'Indiana le 14 mars 1854. Étudiant en droit, il est admis au barreau de l'Indiana en 1875.
De 1909 à 1913, il est gouverneur de l'Indiana. Progressiste, il ne parvient cependant pas durant son mandat à imposer au législatif son programme réformiste ni à modifier la constitution.
En 1912, à la convention démocrate de Baltimore, il est une personnalité de compromis pour être le candidat du parti à l'élection présidentielle mais le ralliement du démocrate populiste William Jennings Bryan à Woodrow Wilson met un terme à son ambition présidentielle. Pour lot de consolation, il est choisi pour être le candidat à la vice-présidence. Le tandem est élu en 1912 et il est reconduit et réélu en 1916. Il est le dernier gouverneur à avoir été vice-président pendant deux mandats consécutifs complets.
Thomas R. Marshall n'était pas proche de Wilson et ses idées et réflexions furent rarement prises en considérations. Mis de côté, sa reconduction en 1916 ne fut pas automatique. Woodrow Wilson décida finalement de le garder afin de préserver l'unité du parti. C'est ainsi qu'ils furent les premiers présidents et vice-présidents à être réélus ensemble depuis 1820. Durant le second mandat, son rôle s'étoffa. Il fut envoyé par le président pour sillonner les États-Unis afin d'encourager les Américains à supporter l'effort de guerre, alors que le pays entrait dans la Première Guerre mondiale. Il fut aussi le premier vice-président à diriger certaines réunions du cabinet et remplaça Woodrow Wilson quand celui-ci se rendit en Europe pour signer le traité de Versailles. Il remplaça encore Wilson à la fin de son mandat pour des cérémonies protocolaires alors que le président était dans l'incapacité physique d'assumer ces taches en raison de la maladie qui le laissa à demi paralysé.
Après la fin de son mandat, en 1921, Thomas R. Marshall revint à Indianapolis. Il écrivit des livres juridiques et ses mémoires. Il meurt lors d'une visite à Washington, D.C. en 1925 et est enterré au cimetière de Crown Hill à Indianapolis (Indiana).

## Citation
- « What this country needs is a really good five-cent cigar. » (1917)
« La seule chose dont ce pays a besoin, c'est d'un bon cigare à 5 cents. »

- « I don't want to work but I wouldn't mind being vice president again. » (1922)
« Je ne veux plus travailler, mais je n'aurais rien contre être vice-président à nouveau. »

- « Have you ever heard the story of the man who had two sons? One went away to sea and drowned, the other was elected Vice President. The poor father never heard from either one afterward. »
« Connaissez-vous l'histoire de l'homme qui avait deux fils ? L'un est parti en mer et s'est noyé ; l'autre a été élu vice-président. Le pauvre père n'a plus jamais entendu parler d'eux. »